# Watership Down (soundtrack)
Watership Down is de originele soundtrack van de film uit 1978 met dezelfde naam, dat gebaseerd is op het boek Waterschapsheuvel geschreven door Richard Adams. Het album werd gecomponeerd door Angela Morley en uitgebracht in 1978 door CBS Records in Europa en Columbia Records in de Verenigde Staten.
Het album bevat de originele filmmuziek uit de film. Er zijn twee nummers niet door Morley gecomponeerd. Het eerste nummer "Prologue And Main Title" werd geschreven door Malcolm Williamson. De voice-over in het nummer werd ingesproken door Michael Hordern. En nummer 10 (LP versie: eerste nummer kant B) op het album "Bright Eyes And Interlude" werd geschreven door Mike Batt en gezongen door Art Garfunkel. Dit laatste genoemde nummer werd ook in 1979 uitgebracht op single als verkorte titel "Bright Eyes" en behaalde er de eerste plaats mee in onder andere de Nederlandse Top 40 en UK Singles Chart. Het album kwam binnen op 26 mei 1979 in de Nederlandse  LP Top 50 met hoogste notering, plaats 15 en stond in totaal 12 weken in de lijst.

## Nummers
| Nr. | Titel                                     | Duur |
| --- | ----------------------------------------- | ---- |
| 1   | Prologue And Main Title                   | 5:42 |
| 2   | Venturing Forth                           | 1:10 |
| 3   | Into The Mist                             | 1:22 |
| 4   | Crossing The River And Onward             | 2:24 |
| 5   | Fiver's Vision                            | 2:08 |
| 6   | Trough The Woods                          | 2:48 |
| 7   | The Rat Fight                             | 0:40 |
| 8   | Violet's Gone                             | 1:21 |
| 9   | Climbing The Down                         | 1:40 |
| 10  | Bright Eyes And Interlude - Art Garfunkel | 3:07 |
| 11  | Bigwig's Capture                          | 3:05 |
| 12  | Kehaar's Theme                            | 2:48 |
| 13  | The Escape From Efrafa                    | 4:00 |
| 14  | Hazel's Plan                              | 1:35 |
| 15  | Final Struggle And Triumph                | 3:07 |
| 16  | The End Titles                            | 3:00 |

- LP versie: 1 t/m 9 kant A, 10 t/m 16 kant B.